# Aralie
Aralia
Genre
Classification APG II (2003)
Aralia (les aralies) est un genre de plantes à fleurs de la famille des Araliaceae. Il regroupe des plantes herbacées vivaces et des arbustes caducifoliés originaires de l'hémisphère nord (Asie, Amérique du Nord). L'espèce Aralia cordata est consommée au Japon sous le nom de udo (feuille et pétioles consommés en légume cuit).

## Étymologie
Aralia, en français aralie, est le nom canadien sous lequel la première espèce de ces arbustes (Aralia nudicaulis) fut envoyée de Québec à Guy-Crescent Fagon, directeur du Jardin du roi. Le naturaliste König écarte l’hypothèse d’une origine canadienne, l'origine de ce terme restant inconnue.

## Description
Les espèces du genre Aralia sont de petits arbres ou arbustes, épineux ou non, ou bien des plantes herbacées rhizomateuses.
Les feuilles sont composées 1-3 pennées, à rachis articulé, avec de 3 à 30 folioles, à marges entières à dentées, serrulées, ou ondulées, avec des stipules connées avec les pétioles à la base.
L’inflorescence est terminale ou axillaire, formée de panicules de corymbes ou d’ombelles ; les pédicelles s'articulent sous l'ovaire.
La fleur est composée d’un calice dont le bord est 5-denté, de 5 pétales, imbriquées, de 5 étamines, d’un ovaire à 5 (ou 6) carpelles parfois avorté en 3, de 5 styles distincts ou connés à la base.
Le fruit est une baie, ±globuleuse, parfois 3-5-angulaire. Les graines sont comprimées latéralement.

## Taxonomie
La circonscription du genre Aralia a changé au cours des siècles. Les espèces d'abord incluses dans une interprétation large du genre Aralia sont maintenant incluses dans les genres Fatsia, Macropanax, Oreopanax, Panax, Polyscias, Pseudopanax, Schefflera, and Tetrapanax.

## Espèces
En date de mai 2021, Plants of the World Online liste dans ce genre les espèces suivantes :
- Aralia apioides Hand.-Mazz.
- Aralia armata (Wall. ex G.Don) Seem.
- Aralia atropurpurea Franch.
- Aralia bahiana J.Wen
- Aralia bicrenata Wooton & Standl.
- Aralia bipinnata Blanco
- Aralia cachemirica Decne.
- Aralia caesia Hand.-Mazz.
- Aralia californica S.Watson
- Aralia castanopsiscola (Hayata) J.Wen
- Aralia chinensis L.
- Aralia continentalis Kitag.
- Aralia cordata Thunb.
- Aralia dasyphylla Miq.
- Aralia dasyphylloides (Hand.-Mazz.) J.Wen
- Aralia debilis J.Wen
- Aralia decaisneana Hance
- Aralia delavayi J.Wen
- Aralia devendrae Pusalkar
- Aralia duplex R.Chaves
- Aralia echinocaulis Hand.-Mazz.
- Aralia elata (Miq.) Seem.
- Aralia excelsa (Griseb.) J.Wen
- Aralia fargesii Franch.
- Aralia ferox Miq.
- Aralia finlaysoniana (Wall. ex G.Don) Seem.
- Aralia foliolosa Seem. ex C.B.Clarke
- Aralia frodiniana J.Wen
- Aralia gigantea J.Wen
- Aralia gintungensis C.Y.Wu ex K.M.Feng
- Aralia glabra Matsum.
- Aralia glabrifoliolata (C.B.Shang) J.Wen
- Aralia henryi Harms
- Aralia hiepiana J.Wen & Lowry
- Aralia hispida Vent.
- Aralia humilis Cav.
- Aralia hypoglauca (C.J.Qi & T.R.Cao) J.Wen & Y.F.Deng
- Aralia indonesica Doweld
- Aralia kansuensis G.Hoo
- Aralia kingdon-wardii J.Wen, Lowry & Esser
- Aralia leschenaultii (DC.) J.Wen
- Aralia malabarica Bedd.
- Aralia melanocarpa (H.Lév.) Lauener
- Aralia merrillii C.B.Shang
- Aralia mexicana (C.B.Shang & X.P.Li) Frodin
- Aralia montana Blume
- Aralia nudicaulis L.
- Aralia officinalis Z.Z.Wang
- Aralia parasitica (D.Don) Buch.-Ham. ex Otto
- Aralia plumosa H.L.Li
- Aralia racemosa L.
- Aralia regeliana Marchal
- Aralia rex (Ekman) J.Wen
- Aralia scaberula G.Hoo
- Aralia scopulorum Brandegee
- Aralia searelliana Dunn
- Aralia soratensis Marchal
- Aralia spinifolia Merr.
- Aralia spinosa L.
- Aralia stellata (King) J.Wen
- Aralia stipulata Franch.
- Aralia subcordata (Wall. ex G.Don) J.Wen
- Aralia thomsonii Seem. ex C.B.Clarke
- Aralia tibetana G.Hoo
- Aralia tomentella Franch.
- Aralia undulata Hand.-Mazz.
- Aralia urticifolia Blume ex Miq.
- Aralia verticillata (Dunn) J.Wen
- Aralia vietnamensis Ha
- Aralia wangshanensis (W.C.Cheng) Y.F.Deng
- Aralia warmingiana (Marchal) J.Wen
- Aralia wilsonii Harms
- Aralia yunnanensis Franch.

## Récapitulatif
Comparaison entre trois genres proches d’Araliaceae.
|               | ARALIA                                                                                 | FATSIA                                                                                         | TETRAPANAX                                                                                          |
| Végétal       | Arbre, arbuste, épineux ou non, herbe rhizomateuse                                     | Arbre, arbuste, sempervirent, non épineux                                                      | Arbuste ou petit arbre, sempervirent, pubescence stellaire à l’état jeune                           |
| Feuille       | Composée 1-3 pennée, rachis articulé, 3-20 folioles                                    | Simple, lobée, stipule uni au pétiole                                                          | Simple,                                                                                             |
| Inflorescence | Terminale ou axillaire, panicule de corymbes ou d’ombelles                             | Panicule d'ombelles                                                                            | Terminale, panicule d’ombelles                                                                      |
| Fleur         | Bord du calice à 5-dents, 5 pétales, 5 étamines, ovaire à 5 (ou 6) carpelles, 5 styles | Bord du calice obsolète ou à 5 dents, 5 pétales, 5 étamines, ovaire à 5 ou 10 carpelles libres | Calice presque obsolète, 4 (ou 5) pétales, 4 (ou 5) étamines, ovaire à 2 carpelles, 2 styles libres |
| Fruit         | Baie ±globuleuse, graine compressée latéralement                                       | Drupe subglobuleuse, graine ± comprimée                                                        | Drupe globuleuse, légèrement compressée latéralement                                                |